# VLT da Baixada Santista
O VLT da Baixada Santista é um sistema de veículo leve sobre trilhos que opera em 2 municípios da Região Metropolitana da Baixada Santista, em São Paulo. É operado pelo Consórcio BR Mobilidade.
É composto atualmente por uma única linha em operação, que possui 15 estações e 11,5 km de extensão. O sistema entrou em operação comercial no dia 31 de janeiro de 2016. Um segundo trecho do sistema, composto por 14 estações e 8 km de extensão, está em construção.
Atualmente, atende somente os municípios de Santos e de São Vicente, no entanto os municípios de Cubatão e de Praia Grande pleiteiam futuros trechos do sistema. O sistema registrou um tráfego de 270 mil passageiros em fevereiro de 2017.

## História
O projeto do VLT da Baixada Santista surgiu como forma do Governo do Estado de São Paulo reaproveitar o leito ferroviário que atravessa a área central dos municípios de São Vicente e Santos herdado da Fepasa, que operou neste trecho o Trem Intra Metropolitano entre os anos de 1990 e 1999; e era utilizado para o transporte de cargas até janeiro de 2008.
No dia 29 de maio de 2013, as obras do primeiro trecho do VLT da Baixada Santista foram iniciadas após cerimônia que contou com a presença do governador paulista Geraldo Alckmin, do então presidente da Assembleia Legislativa de São Paulo (ALESP), Samuel Moreira, e de outras autoridades. Anteriormente, a ALESP havia aprovado um projeto de lei que autorizava o Governo do Estado de São Paulo a contrair um empréstimo junto a instituições financeiras controladas pela União, no valor de R$ 400 milhões, a fim de ser investido no projeto do sistema.
Em 22 de maio de 2014, a primeira composição do sistema chegou ao Porto de Santos. A composição, fabricada em Valência, é formada por três carros e possui capacidade para 400 passageiros. No dia 6 de junho de 2014, o governador paulista Geraldo Alckmin inaugurou as cinco primeiras estações do VLT da Baixada Santista, embora o sistema estivesse inoperante: Mascarenhas de Moraes, São Vicente, Antônio Emmerich, Nossa Senhora das Graças e José Monteiro. O primeiro teste feito com uma composição foi realizado em 30 de agosto de 2014 em um trecho de 1 km, entre as estações Nossa Senhora das Graças e José Monteiro. Foram observados, por técnicos brasileiros e estrangeiros, alguns detalhes e a reação da composição durante o teste.
No dia 18 de novembro de 2014, iniciou-se a operação assistida do VLT da Baixada Santista, que consistia em um percurso de 10 minutos entre as estações Antônio Emmerich e Mascarenhas de Moraes. Esta operação foi destinada somente a alunos de instituições de ensino públicas e particulares, grupos previamente cadastrados e moradores locais. Em 27 de abril de 2015, teve início a operação precursora do modal, sem cobrança de tarifa, entre as estações Mascarenhas de Moraes e João Ribeiro. Neste modo de operação, duas composições operavam de segunda a sexta, das 13h às 16h, com velocidade média de 20 km/h em um trecho de um pouco mais de 6 km.
A operação comercial do sistema foi iniciada no dia 31 de janeiro de 2016, com a cobrança de uma tarifa unitária de R$ 3,80. Entre fevereiro e abril de 2016, o sistema operava diariamente entre 09:00 e 16:00. No dia 10 de abril, o horário de circulação dos trens foi estendido, passando a ser das 07:00 às 19:00, possibilitando o uso do sistema nos horários de pico por trabalhadores da Baixada Santista. Em 5 de março de 2017, o horário de funcionamento do VLT foi novamente ampliado, tendo início às 05:30 e sendo encerrado às 20:00. 52 dias depois, o horário de encerramento da operação passou a ser às 23:30.
No dia 15 de junho de 2016, foi inaugurado o Centro de Controle Operacional (CCO) do VLT da Baixada Santista, localizado junto ao Pátio Porto. No Centro de Controle Operacional é feito o controle da operação dos veículos, dos sistemas de energia, da movimentação eletrônica dos passageiros (embarque e desembarque) e da segurança das estações e vias. Já no Pátio Porto está localizado o estacionamento de trens (com capacidade para 33 VLTs) e toda a área de manutenção com as oficinas, equipamentos de lavagem dos trens, área de retificação de rodas, depósitos, almoxarifado e a subestação de energia.
No dia 19 de junho de 2016, iniciou a integração do VLT com 37 linhas de ônibus metropolitanas como parte do Sistema Integrado Metropolitano, visando a reestruturação do transporte público da Baixada Santista, propiciando aos usuários mais mobilidade com economia, já que é possível utilizar os dois sistemas, pagando uma só tarifa.

## Trechos

Mapa em escala do VLT da Baixada Santista

A linha, ao longo dos anos, foi sendo ampliada a medida que novos trechos eram entregues. A tabela abaixo lista cada trecho construído, junto com sua data de inauguração, o número de estações inauguradas e o número de estações acumulado:
| Trecho                                  | Inauguração           | N.º de estações entregue                  | N.º de estações acumulado      |
| --------------------------------------- | --------------------- | ----------------------------------------- | ------------------------------ |
| Mascarenhas de Moraes ↔ José Monteiro   | 6 de junho de 2014    | 5                                         | 5                              |
| José Monteiro ↔ Pinheiro Machado        | 23 de junho de 2015   | 4                                         | 9                              |
| Pinheiro Machado ↔ Bernardino de Campos | 27 de abril de 2016   | 1                                         | 10                             |
| Barreiros ↔ Mascarenhas de Moraes       | 31 de janeiro de 2017 | 1                                         | 14 (15 após fevereiro de 2017) |
| Bernardino de Campos ↔ Porto            | 31 de janeiro de 2017 | 3 (mais 1 foi inaugurada no mês seguinte) | 14 (15 após fevereiro de 2017) |

## Estações
O sistema é composto por 15 estações em operação, das quais todas são superficiais. As estações que estão em operação são listadas a seguir:
- Barreiros
- Mascarenhas de Moraes
- São Vicente
- Antônio Emmerich
- Nossa Senhora das Graças
- José Monteiro
- Itararé
- João Ribeiro
- Nossa Senhora de Lourdes
- Pinheiro Machado
- Bernardino de Campos
- Ana Costa
- Washington Luís
- Conselheiro Nébias
- Porto

## Cartões
Existem três tipos de cartões que podem ser utilizados pelo usuário a fim de usufruir do sistema:
- Cartão Unitário: São cartões com apenas uma passagem que são vendidos em lojas credenciadas, em pontos de vendas terceirizados e nas estações do sistema. Para usá-lo, o usuário deve aproximá-lo da catraca e, após a liberação, inseri-lo no local indicado.
- Cartão Metropolitano: É um cartão recarregável de uso pessoal, obtido apenas por meio de cadastro nas lojas credenciadas. A recarga mínima deste cartão é de duas passagens.
- Cartão Sênior: É um cartão exclusivo para clientes acima dos 60 anos.

## Passageiros transportados
| Ano  | Passageiros |
| ---- | ----------- |
| 2016 | 605 000     |
| 2017 | 5 900 000   |
| 2018 | 7 000 000   |
| 2019 | 8 100 000   |
| 2020 | 5 200 000   |
| 2021 | 4 900 000   |
| 2022 | 6 360 000   |
| 2023 | 7 400 000   |
| 2024 | 8 300 000   |

## Expansão

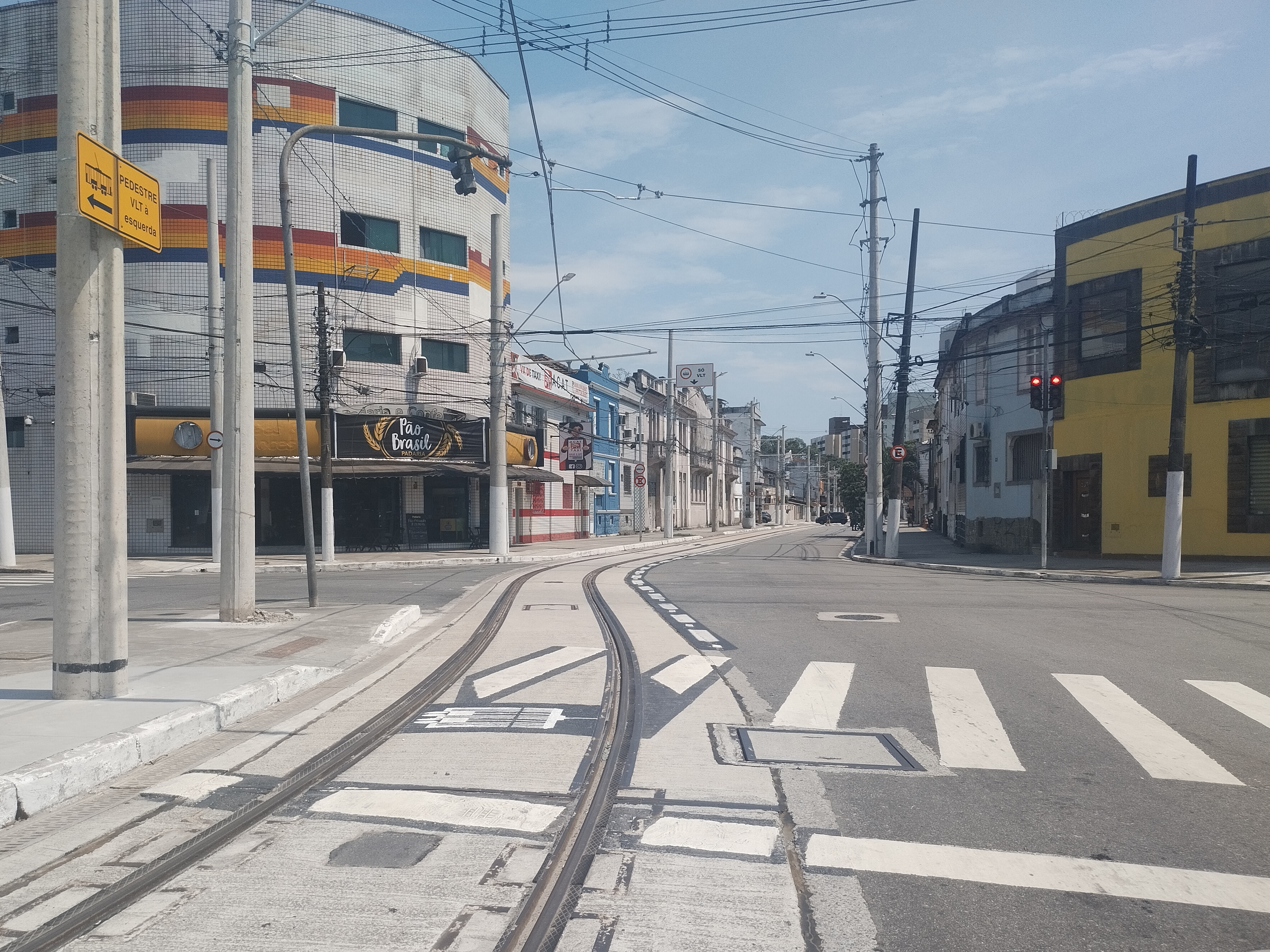
Diferente da Linha 1, os trilhos da Linha 2 estão instalados nivelados com a rua.

Atualmente, o Governo do Estado de São Paulo e a Empresa Metropolitana de Transportes Urbanos de São Paulo pretendem implementar um segundo trecho do VLT da Baixada Santista em Santos, ligando a Estação Conselheiro Nébias ao bairro santista do Valongo. O novo trajeto, de 8 km, contará com 14 estações de embarque e desembarque de passageiros e está orçado em R$ 430 milhões, sendo R$ 270 milhões relativos à obra civil. O traçado planejado começa na Avenida Conselheiro Nébias, passa pela região onde se situam os campi da Universidade Católica de Santos e da Universidade Federal de São Paulo (Unifesp), chega aos bairros do Centro e do Valongo e retorna ao ponto de partida.
A Empresa Metropolitana de Transportes Urbanos de São Paulo também pretende implantar um terceiro trecho na Área Continental de São Vicente. O trecho, que terá 7,5 km de extensão e 4 estações, ligará a Estação Barreiros ao bairro vicentino do Samaritá. O futuro trecho possibilitará integração com o transporte alternativo municipal que atende os bairros que serão beneficiados pela ampliação.
Além das futuras ampliações em Santos e em São Vicente, outros trechos estão sendo estudados pela EMTU-SP e por prefeituras da Baixada Santista. A prefeitura de Cubatão quer a utilização da malha ferroviária já instalada na região, hoje restrita a trens de carga, para o transporte de passageiros de forma alternada. Já a prefeitura de Praia Grande quer um ramal ligando a Estação Barreiros ao Terminal Tude Bastos, onde seria feita integração com uma futura linha de Bus Rapid Transit (BRT).